# Искра 1080 Тарту
«Искра 1080 Тарту» — 8-разрядный советский домашний компьютер на базе процессора КР580ВМ80А (клон Intel 8080A). Разработан и выпускался на Курском ПО «Счётмаш» под торговой маркой «Искра».

## Описание
Частично основан на компьютере «Тарту», разработанном в середине 1980-х в Тартуском университете. Формат записи на магнитную ленту совместим с таковым от ПК-01 «Львов». Оснащался герконовой клавиатурой, и допускал расширение возможностей через два системных разъёма, звуковой генератор отсутствовал — звук воспроизводился программно. ПЗУ содержит Бейсик, дизассемблер, монитор и CP/M BIOS. Для хранения данных, кроме кассет, могли использоваться дискеты на 5 или 8 дюймов, и/или диски 7 или 29 МБ для компьютеров типа EC. Выпускался в модификациях «Искра-1081», «Искра-1082», «Искра-1083» и «Искра-1084».